# Rodrigue Ngaibona

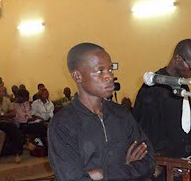
Rodrigue Ngaibona em julgamento em janeiro de 2018

Rodrigue Ngaibona, também conhecido como Andjilo, é um ex-líder anti-balaka na República Centro-Africana, preso em 2015 e condenado em 2018 por seus crimes durante a guerra civil.

## Vida
Em 2012, era assaltante e ladrão de gado na região de Batangafo. Ele morava em uma aldeia entre Batangafo e Bouca. Quando foi esta atacada pelo Seleka, juntou-se ao anti-balaka retomando o controle do local. Em 5 de dezembro de 2013, participou do ataque a Bangui como coronel anti-balaka, liderando um grupo de cerca de 300 combatentes. Em abril de 2014, derrotou as forças de Mahamat Al-Khatim em Bouca.
Em maio de 2014, foi emitido um mandado de prisão contra si. Entre julho e agosto de 2014, suas forças entraram em confronto com combatentes da antiga Seleka em Batangafo. Em agosto de 2014 mudou-se para Bangui, onde entrou em confronto com outra facção do anti-balaka no 4.º distrito. Seus homens são suspeitos do ataque de outubro de 2014 a um comboio da MINUSCA, durante o qual um peacekeeper foi morto. Durante a guerra, um dos seus combatentes estuprou várias mulheres, sendo que o próprio Ngaibona manteve uma como escrava sexual por quase sete meses.
Em 17 de janeiro de 2015, foi preso pelas forças de paz da MINUSCA em Bouca. Ele foi transferido para Bangui. Em 19 de janeiro, combatentes de seu irmão, Dieudonné Ngaïbona, sequestraram duas pessoas para exigir sua libertação. Os reféns acabaram sendo soltos. Em 25 de janeiro de 2015, Armel Sayo foi sequestrado por seu irmão para exigir novamente a liberdade de Rodrigue. Ele foi libertado por ordem do chefe anti-balaka. Em 22 de janeiro de 2018, foi condenado por um tribunal especial por homicídios múltiplos, conspiração criminosa, assalto à mão armada, sequestro e posse ilegal de armas de fogo e munições de guerra. Ele foi condenado à prisão perpétua com trabalhos forçados, além disso, também foi condenado a pagar 138 milhões de francos CFA às vítimas de seus crimes e um franco aos defensores dos direitos humanos. Em 1 de agosto de 2022, de acordo com o Corbeau News Centrafrique, ele foi libertado da prisão e enviado ao campo de Berengo para ingressar nas forças armadas. Em dezembro, teria sido enviado para Burkina Faso ou para Ucrânia pelo Grupo Wagner.

## Família
Seu tio Dieudonné Ndomaté e seu irmão Dieudonné Ngaïbona também são líderes anti-balaka.